# Ludwig Mester
Ludwig Mester (* 17. Oktober 1902 in Flensburg; †  2. Januar 1975 in Limburg an der Lahn) war ein deutscher Sportpädagoge.

## Leben
Der Sohn eines Eisenbahnbeamten besuchte die Schule in Flensburg bis zum Abitur 1922. Dann besuchte er das evangelische Lehrerseminar Lübeck bis zur Lehrerprüfung 1923. Er war Wandervogel-Führer im Gau Nordmark. Wegen der Lehrerarbeitslosigkeit studierte er weiter Sport in Berlin-Spandau und an der Universität zu Berlin, wo er Assistent von Albrecht Hirn wurde, daneben Germanistik, Anglistik, Philosophie und Pädagogik. 1928 wechselte er an die Universität Marburg und plante eine Promotion bei Erich Rudolf Jaensch, der erkrankte. Nach dem Wechsel nach Göttingen wurde Mester ein Schüler von Herman Nohl und promovierte 1930 bei ihm. Er lehrte darauf Leibeserziehung und Jugendpflege bzw. später Sportpädagogik: erst ab 1931 bis zur Schließung 1932 an der Pädagogischen Akademie Altona unter Erich Weniger, ab 1934 bis 1939 an der Hochschule für Lehrerbildung. Am 15. Juli 1937 beantragte er die Aufnahme in die NSDAP und wurde rückwirkend zum 1. Mai desselben Jahres aufgenommen (Mitgliedsnummer 4.374.237). Er wurde 1938 SA-Sturmführer. Im Zweiten Weltkrieg diente Mester als Reserveoffizier und kam in Kriegsgefangenschaft.
Ab 1948 lehrte er wieder am Pädagogischen Institut Weilburg und ab 1963 bis 1970 an der Universität Gießen, ab 1969 als ordentlicher Professor der dortigen Hochschule für Erziehung (HfE). Sein langjähriger Assistent war der spätere Kölner Sportpädagoge Gerhard Hecker. Sein Nachfolger war Herbert Haag.
Der Deutsche Sportbund hat 1977 einen Ludwig-Mester-Preis gestiftet.
Sein didaktisches Konzept der Leibeserziehung stand noch unter dem Eindruck der Reformpädagogik mit der Orientierung auf Gemeinschaft, Lager und Bewegung in der Naturlandschaft. Bis in die 1960er Jahre war er einer der meistgelesenen Autoren, bevor ihn die engere Sportdidaktik verdrängte.

## Schriften
- Die Körpererziehung an den Universitäten. Eine hist.-systematische Untersuchung über die Bedeutung der körperlichen Übungen für das Universitätsleben der Reformation, die Aufklärung u. des Neuhumanismus, Beltz, 1931 [= Göttinger Dissertation 1930]
- Planvolle Leibeserziehung im Kindesalter, Weilburg 1951 u.ö.
- Freizeitpädagogik, Schorndort 1961
- Grundfragen der Leibeserziehung, Braunschweig 1962 u.ö.